# The Iguanas
The Iguanas byla americká garage rocková skupina, založená v roce 1963 v Ann Arbor ve státě Michigan. V této skupině zahájil kariéru bubeník James Osterberg, který se později proslavil jako zpěvák pod jménem Iggy Pop.